# Чашка чая
«Чашка чая» (другие названия «Закрытые двери», «Арестуйте меня») — советская чёрно-белая немая сатирическая комедия режиссёра Николая Шпиковского. Фильм не сохранился.

## Сюжет
Один московский обыватель, вынужденный искать себе пристанище, попадает в квартиру, жильцы которой враждебно относятся друг к другу из-за жилищных проблем. А одна злостная алиментщица пытается выдать бедолагу за отца своего ребёнка.

## В ролях
- Игорь Ильинский — Ильинский
- Нина Ли — девушка
- Иван Лагутин — управдом
- Яков Ленц — Буйкин
- Дора Феллер-Шпиковская — жена Буйкина
- Фёдор Курихин — сосед-обыватель
- Т. Блюмен — алиментщица
- В. Гейман — больной
- Марк Цибульский
- Кирилл Гун
- Р. Горбачёва
- Т. Тарновская
- А. Бекаревич
- Николай Гладильщиков — эпизод

## Съёмочная группа
- Режиссёр: Николай Шпиковский
- Сценарист: Николай Шпиковский
- Оператор-постановщик: Дмитрий Фельдман
- Художники-постановщики: Дмитрий Колупаев, Самуил Адливанкин